# Hans Christoph Berg

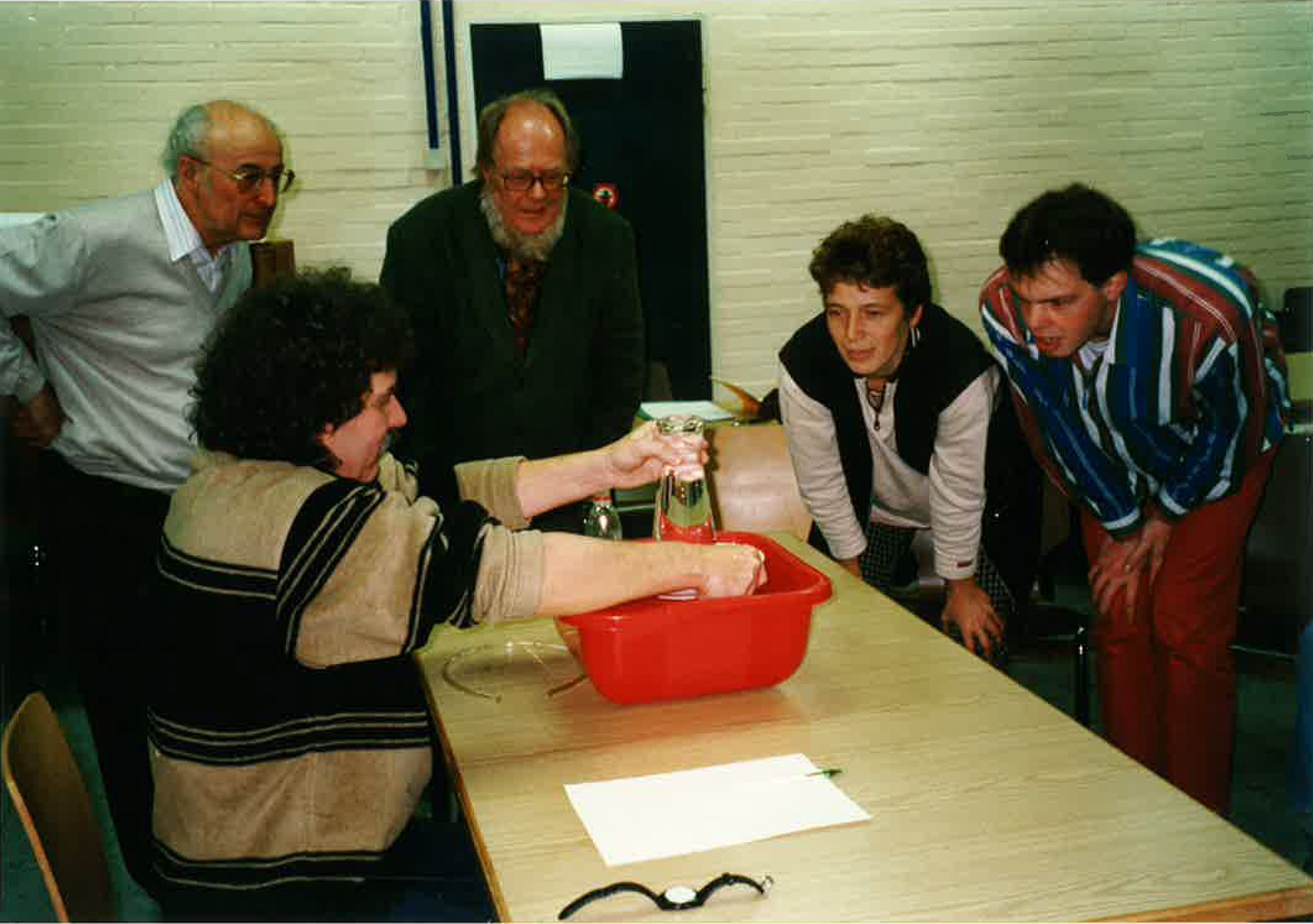
Berg (Mitte) mit Wolfgang Klafki (links) beim Lehrstück Pascals Barometer

Hans Christoph Berg (* 13. August 1936 in Rostock) ist ein deutscher Psychologe, Schulpädagoge und Didaktiker aus Marburg. Sein Hauptarbeitsgebiet ist die Lehrkunstdidaktik, die auf den Didaktiker Martin Wagenschein zurückgreift und die Berg als Hochschullehrer zusammen mit dem Bielefelder Theodor Schulze und seinem Marburger Kollegen Wolfgang Klafki an der Philipps-Universität Marburg ausbaute.

## Leben
Christoph Berg hatte eigenen Bekundungen nach in seiner Schulzeit keinen einzigen „großen“ Unterricht erlebt. Mathematik und die Naturwissenschaften verstand er nicht und mochte er nicht. Hingegen war sein Interesse an Musik und Theater stark gewesen.
Nach dem Abitur absolvierte Berg von 1958 bis 1961 zunächst ein Lehramtsstudium in Wuppertal und Tübingen und unterrichtete nach dessen Abschluss als Schulamtsanwärter in Berlin. 1962 begann er, zum Teil neben seiner Arbeit im Schuldienst, ein Psychologiestudium an der Freien Universität Berlin bei Hans Hörmann, Klaus Holzkamp und Hans Aebli, das er 1969 mit dem Diplom abschloss. Als Stipendiat am Max-Planck-Institut für Bildungsforschung promovierte er dann 1975 in Pädagogik bei Wilhelm Richter, was in Verbindung mit einem DFG-Projekt gleichzeitig seine Habilitation wurde. Im Jahr 1976 folgte er schließlich einem Ruf nach Marburg auf die Philipps-Universität, wo er seither als Professor für Didaktik und Schulpädagogik lehrt.
Im Jahr 1980 war Berg Herausgeber von Martin Wagenscheins Buch Naturphänomene sehen und verstehen. Genetische Lehrgänge. Durch Wagenschein inspiriert und insbesondere nunmehr auch der Mathematik und den Naturwissenschaften zugewandt, widmete sich Berg mehr und mehr der Lehrkunstdidaktik. Neben Wagenschein griff er auch die Schriften seines früheren Lehrers Aebli, seinerseits Schüler des großen Entwicklungspsychologen Jean Piaget, sowie des Hamburgers Gottfried Hausmann auf. In den Jahren 1985 bis 1989 formte sich der Begriff des Lehrstücks. Berg kooperierte mit dem Bielefelder Pädagogen und späteren Ernst-Christian-Trapp-Preisträger Theodor Schulze; später konnte er auch Wolfgang Klafki, zu seiner Zeit der bekannteste Marburger Pädagoge und einer der wichtigsten Didaktiker Deutschlands, hinzugewinnen.
Hans Christoph Berg war Gründungsmitglied und, neben Wolfgang Klafki, von 1980 bis 1985 Vorsitzender der Kommission Schulpädagogik/Didaktik der Deutschen Gesellschaft für Erziehungswissenschaft (DGfE). Er war auch Hauptgestalter der Wagenschein-Tagungen in den Jahren 1987 bis 1997.
Auch nach seiner Emeritierung im Jahr 2001 ist Berg noch in den Lehralltag der Marburger Universität eingebunden. Er hält regelmäßig Seminare zur Lehrkunstdidaktik ab und kooperiert mit einer deutlich zweistelligen Zahl an Lehrern im gesamten deutschsprachigen Raum, wobei die Lehrkunst besonders intensiv in der Schweiz Anwendung findet.

## Schriften
Hans Christoph Berg schrieb zahlreiche Bücher und Aufsätze und war Herausgeber von diversen Büchern:
- Hartmut Eggert, Hans Christoph Berg, Michael Rutschky: Schüler im Literaturunterricht. Ein Erfahrungsbericht. Kiepenheuer & Witsch, Köln 1975
- Hans Christoph Berg: Gelernt haben wir nicht viel. Porträt einer Schule im Hinblick auf Bildung und Demokratie. Gutachten. (= Demokratisierung und Mitwirkung im Bildungswesen Schwedens und der Bundesrepublik Deutschland, 5.)  Westermann, Braunschweig 1976; ISBN 978-3-14-160125-1
- Hans Christoph Berg et al.: Westermanns Pädagogische Beitrage. 12, Dezember 1976. Disziplin im Unterricht? Westermann, Braunschweig 1976
- Hans Christoph Berg et al.: Einundzwanzig. Vom Leben auf dem Stuhle. Beiträge zur Geschichte der Studentenbewegung u.a.m. Marburg, April 1977
- Martin Wagenschein: Naturphänomene sehen und verstehen. Genetische Lehrgänge. Herausgegeben von Hans Christoph Berg. Klett, Stuttgart 1980; hep, Bern 2009; ISBN 3-12-928421-4
- Dank Wagenschein. Martin Wagenschein zum 90. Geburtstag. Schwerpunktheft der Neuen Sammlung 4/1986,  herausgegeben von Hans Christoph Berg, Heidi Gidion, Horst Rumpf
- Hans Christoph Berg: Wagenscheinlese zur Lehrkunst (Vortrag). Kassel 1987; DNB 880797150
- Schulqualität und Schulvielfalt. Das Saarbrücker Schulgütesymposion '88 (= Beiträge aus dem Arbeitskreis „Qualität von Schule“). HiBS, Wiesbaden 1991
- Lehrkunst. Herausgegeben von Hans Christoph Berg unter Mitarbeit von Gerold Becker und Georg Pflüger. Schwerpunktheft der Neuen Sammlung 1/1990
- Hans Christoph Berg: Schulvielfalt, Dreifachkurseinheit. Studienbrief der Fernuniversität/Gesamthochschule Hagen 1989; DNB 891466355
- Hans Christoph Berg, Günther Gerth, Karl Heinz Potthast (Hrsg.): Unterrichtserneuerung mit Wagenschein und Comenius. Versuche Evangelischer Schulen 1985-1989. Comenius-Institut, Münster 1990; ISBN 978-3-924804-41-1
- Tino Bargel u. a.: Schulqualität und Schulvielfalt / Das Saarbrücker Schulgütesymposion '88; Hessisches Institut für Bildungsplanung und Schulentwicklung (HIBS). In Zusammenarbeit mit Forschungsgruppe Gesellschaft und Region e.V. Herausgegeben von Hans Christoph Berg und Ulrich Steffens. HIBS, Wiesbaden 1991;  ISBN 3-88327-232-9
- Adolf Reichwein: Schaffendes Schulvolk – Film in der Schule. Kommentierte Neuausgabe der Tiefenseer Schulschriften. Herausgegeben von Wolfgang Klafki sowie Ullrich Amlung, Hans Christoph Berg, Heinrich Lenzen, Peter Meyer, Wilhelm Wittenbruch. Beltz, Weinheim 1993; ISBN 978-3-407-34063-4
- Hans Christoph Berg: Suchlinien (Lehrkunst und Schulvielfalt Band 1). Luchterhand, Neuwied 1993; ISBN 978-3-472-01519-2
- Hans Christoph Berg, Theodor Schulze: Lehrkunst. Lehrbuch der Didaktik  (Lehrkunst und Schulvielfalt Band 2). Luchterhand, Neuwied 1995; ISBN 3-472-01520-9
- Hans Christoph Berg, Martin Huber: Exemplarisch Lehren. Beiträge zur Hochschuldidaktik. vdf Hochschulverlag AG an der ETH Zürich (V/D/F), Zürich 1996; ISBN 978-3-7281-2412-8
- Hans Christoph Berg: Didaktik heißt Lehrkunst, Neue Ansätze des Unterrichtens (11. Schwäbischer Lehrertag, 17. Oktober 1998, Schulzentrum Ottobeuren). BLLV, Thannhausen 1998, DNB 956343449
- Hans Christoph Berg, Wolfgang Klafki, Theodor Schulze (Hrsg.): Lehrkunstwerkstatt I-V. Luchterhand, Neuwied 1997–2003;  DNB 025027832
- Hans Christoph Berg, Theodor Schulze: Lehrkunst. Ein Plädoyer für eine konkrete Inhaltsdidaktik.
In: Neue Wege in der Didaktik? Analysen und Konzepte zur Entwicklung des Lehrens und Lernens, hrsg. von Heinz Günter Holtappels und Marianne Horstkemper. 5. Beiheft 1999 aus Die Deutsche Schule; Juventa, Weinheim 1999; ISBN 3-7799-0934-0, S. 102–122.
- Hans Christoph Berg: Bildung und Lehrkunst in der Unterrichtsentwicklung. Zur didaktischen Dimension von Schulentwicklung. Schulmanagement-Handbuch 106. Oldenbourg, München 2003; ISBN 3-486-91203-8
- Hans Christoph Berg: Lehrkunstdidaktik –- Entwurf und Exempel einer konkreten Inhaltsdidaktik. Journal of Social Science Education (JSSE) 2004
- Hans Christoph Berg, Susanne Wildhirt: Thurgauer Lehrstückernte 2004. Kollegiale Lehrkunstwerkstatt in der Volksschule: Ein Thurgauer Pilotmodell (Lehrkunstwerkstatt Bd. VI). Heer, Sulgen/CH 2004; zip-Download (PDFs, insgesamt 20 MB)
- Hans Christoph Berg, Hans Ulrich Küng (Hrsg.): Berner Lehrstücke. Berner Lehrmittelverlag (blmv), Bern 2004/2005
- Hans Christoph Berg u. a.: Die Werkdimension im Bildungsprozess. Das Konzept der Lehrkunstdidaktik. hep, Bern 2009; ISBN 978-3-03905-509-8; darin einige zuvor in der Kolumne Der Berg ruft! in der Zeitschrift schulmanagement publizierte Bildungsexempel:
  - Hans Christoph Berg: „Alle im Weltall wirkenden Gesetze ...“ Faradays Weihnachtsvorlesung über die Kerze. (6 2007); PDF-Nachdruck (70 kB)
  - Hans Christoph Berg, Daniel Ahrens:[6] Weltkunde braucht Heimatkunde braucht Weltkunde. Die drehbare Sternkarte verstehen lernen.  (2/3 2008); PDF-Nachdruck (240 kB)
  - Hans Christoph Berg, Stephan Schmidlin: Religionstoleranz im Widerstreit. Lessing pro und contra Nathan. (2008); DOC-Nachdruck (30 kB)
  - Hans Christoph Berg, Horst Leps: „Gesucht: Eine normale Verfassung für normale Menschen“. Aristoteles’ Verfassungsratschlag für Europa. (2008): PDF-Nachdruck (140 kB)
  - Hans Christoph Berg: Gombrichs „Kurze Weltgeschichte für junge Leser“; PDF-Nachdruck (6 MB)
- Willi Eugster, Hans Christoph Berg (Hrsg.): Kollegiale Lehrkunstwerkstatt. Sternstunden der Menschheit im Unterricht der Kantonsschule Trogen. hep, Bern 2010; ISBN 978-3-03905-510-4
- Renate Riemeck: Klassiker der Pädagogik von Comenius bis Reichwein. Marburger Sommervorlesungen 1981/1982/1983 mit Quellentexten. Herausgegeben von Christoph Berg, Bodo Hildebrand, Frauke Stübig und Heinz Stübig. Tectum Verlag, Marburg 2014, ISBN 978-3-8288-3431-6
- Mario Gerwig, Susanne Wildhirt (Hrsg.), Hans Christoph Berg (Gefeierter): Das Schulwesen soll und will auch ein Bildungswesen sein. Lehrkunstdidaktik im Dialog. Schneider Verlag Hohengehren, Baltmannsweiler 2016; ISBN 978-3-8340-1618-8

Darüber hinaus betreute Berg eine zweistellige Anzahl an Dissertationen, siehe die insgesamt 13 Marburger Dissertationen zur Lehrkunst.